# 卡山偉華
卡山偉華（英語：Ken Saro-Wiwa；1941年10月10日—1995年11月10日）是一名尼日利亞作家﹑電視製作人和人權倡議者，也是高曼環境獎的得奬者。
他在1990年代投身社會運動，主張奧哥尼族人自治，並要求一直在尼日利亞開發石油的蜆殼公司清理油污和作出賠償。蜆殼跟當時的奈及利亞軍政府有利益關係輸送，卡山偉華因此數度入獄。
1993年卡山偉華帶領超過半數的奧哥尼人遊行，聲勢浩大。蜆殼召來軍政府部隊鎮壓，並再度拘捕卡山偉華，進行審判並處以絞刑。

## 外部連結
- 在沒有英雄的年代，記Ken Saro-wiwa - 陳婉容 （页面存档备份，存于）